# Дом ремесленников в Белграде
Дом ремесленников в Белграде (серб. Занатски дом у Београду) располагается в столице Сербии Белграде по адресу Хиландарская улица, дом 2. Он был построен для городского Общества ремесленников в 1933 году и ныне признан недвижимым памятником культуры.

## История
Дом ремесленников был воздвигнут на фундаменте бывшего имения Йована Куюнджича, где у него был трактир Два бела голуба (У двух белых голубей). Здание трактира было построено в 1841 году, но позднее снесено после утверждения проекта о строительстве Дома ремесленников. В память о нем Светогорская улица на протяжении долгого времени называлась «Два белых голубя».
В 1911 году Общество ремесленников создало соответствующий фонд, а уже в следующем году закупило участок под строительство дома. По примеру других общественных домов оно имело целью собрать в одном месте существующие учреждения ремесленников. Такая возможность появилась в 1914 году, когда разные фонды ремесленников собрали средства, на которые началось строительство здания по проекту архитектора Данило Владисавльевича из 1912 года. Процесс постройки был прерван Первой мировой войной и был возобновлен только в 1931 году, когда проектирование было поручено архитектору Богдану Несторовичу. Строительство окончилось 1 мая 1933 года.

## Архитектура
Дом ремесленников спроектирован в духе архитектуры позднего модернизма и ар-деко. Дом проектирован как угловое здание, с центральной частью круговой в плане и двумя боковым крылами вдоль улиц Хиландарской и Светогорской. Соотношение аркообразной центральной и прямых боковых частей подчеркивается центральной двухъярусной башней. Массивность угловой часть здания облегчена колоннадой на первом и последнем этажах. По желанию семьи Куюнджичей, которая продала участок для строительства этого дома, на фасаде здания находятся фигуры двух белых голубей. А именно, скульптор Никола Лукачек изготовил на фасаде скульптурную композицию Кузнец, ремесленника с его помощником, изображающую молодого человека и ребенка, символы двух молодых поколений, с инструментом — молотком, наковальней, клещами, столярным циркулем и ножницами — рядом с которыми разместил два белых голубя. Данная композиция находится над главным входом в здание, а центральной зоне первого этажа. Элементами современного стиля модерна на этом монументальном здании являются очищенная колоннада первого этажа и призматические лантерны (светильники), горизонтально связанные проемы этажей выше первого, ступенчатые плоскости стен, аркообразные формы карнизов и выступов, скульптура установленная на кронштейне в специальном поле для скульптуры, вертикаль на фронтальной части верха вышки, на которой стояла надпись «Дом ремесленников», а также декоративные горизонтальные акцентированные детали на парапетах и колоннах верхнего пояса вышки. Это здание являлось одним из самых монументальных сооружений архитектуры Белграда в период между двумя мировыми войнами. Ремесленники называли его «Главным домом», а современники стиль описывали как «монументальный» и «современный». В настоящее время продолжается являться одним из наиболее примечательных зданий столицы.
В Доме ремесленников, после его публичного открытия, в нем был размещен трактир, рестораны, конторы, кинотеатр «Авала» и гостиничные помещения. С 1947 года в здании размещалась радиостанция Радио Белград. Здание и внутренние помещения были адаптированы для целей использования радиовещательной компанией. Помещения ресторана на первом этаже переоборудована под размещения музыкальной и драматической студии, в когда-то бывших гостиничных помещениях разместилась редакционная коллегия.
Из-за своих особого культурно-исторического и архитектурно-градостроительного значения Доме ремесленников в Белграде признан памятником культуры (Решение, "Сл.лист города Белграда" № 23/84“).